# Alamo (film, 1960)
Cet article concerne le film de John Wayne. Pour le film de John Lee Hancock, voir Alamo.
Pour les articles homonymes, voir Alamo.
Pour plus de détails, voir Fiche technique et Distribution.
Alamo (The Alamo) est un film américain réalisé par John Wayne, sorti en 1960.

## Synopsis
En 1836, cent quatre-vingt-cinq civils américains insoumis au Mexique, parmi lesquels les légendaires Davy Crockett et Jim Bowie, se sacrifient à Fort Alamo face aux assauts des premières colonnes d'hommes des troupes régulières mexicaines en attendant l'arrivée de l'armée texane.

## Fiche technique
- Titre original : The Alamo
- Titre français: Alamo
- Réalisation : John Wayne
- Scénario : James Edward Grant
- Direction artistique : Alfred Ybarra
- Décors : Alfred Ybarra, Victor A. Gangelin
- Costumes : Frank C. Beetson, Ann Peck
- Photographie : William H. Clothier
- Son : Jack Solomon
- Supervision son : Fred Hynes, Gordon Sawyer
- Montage : Stuart Wilmore
- Musique : Dimitri Tiomkin
- Production : John Wayne, assisté de Michael Wayne
- Sociétés de production : The Alamo Company (États-Unis), Batjac Productions (États-Unis)
- Sociétés de distribution : United Artists, Artistes Associés (France), Les Grands Films Classiques (France)
- Pays de production :  États-Unis
- Langues : anglais, espagnol
- Format : couleur (Technicolor) — 70 mm — 2.20:1 Todd-AO — son stéréo 6 pistes (Westrex Recording System)
- Genre : western et guerre
- Durée : 167 minutes (cinéma) / 203 minutes (director's cut)[3]
- Dates de sortie : 
  - États-Unis : 24 octobre 1960
  - France : 8 février 1961
- (fr) Classifications CNC : tous publics, Art et Essai (visa d'exploitation no 23902 délivré le 2 décembre 1960)
- Affiches : Reynold Brown (États-Unis), Roger Soubie (France)

## Distribution
- John Wayne (VF : Claude Bertrand) : Davy Crockett
- Richard Widmark (VF : Jean Claudio) : Colonel James Bowie
- Laurence Harvey (VF : Jean-Claude Michel) : Colonel William Travis
- Frankie Avalon (VF : Christian Fourcade) : Smitty
- Patrick Wayne (VF : Jacques Ferrière) : Capitaine James Bonham
- Linda Cristal (VF : Jeanine Freson) : « Flaca »
- Richard Boone (VF : Jean Martinelli) : Général Sam Houston
- Joan O'Brien (VF : Nadine Alari) : Susanna « Sue » Dickinson
- Chill Wills (VF : Jacques Berlioz) : Beekeeper
- Joseph Calleia (VF : Fernand Rauzena) : Juan Seguin
- Denver Pyle (VF : Lucien Bryonne) : Thimblerig
- Hank Worden : Parson
- Guinn Williams (VF : Serge Nadaud) : Lieutenant « Irish » Finn
- Ken Curtis (VF : Jean-Pierre Duclos) : Capitaine Almeron Dickinson
- Carlos Arruza (VF : Jean-Henri Chambois) : le lieutenant mexicain
- Jester Hairston (VF : Gérald Castrix) : Jethro (le serviteur noir de Bowie)
- Veda Ann Borg (VF : Lita Recio) : Nell Robertson, la femme aveugle
- John Dierkes (VF : André Valmy) : Jocko Robertson
- Aissa Wayne : Angelina (Lisa) Dickinson
- William Henry : le docteur Sutherland
- Bill Daniels (VF : Jean Berton) : le colonel Neill
- Wesley Lau (VF : Yves Brainville) : Emile Sande
- Chuck Roberson (VF : Henry Djanik) : un homme du Tennessee
- Olive Carey : Mrs. Dennisson
- Ruben Padilla (VF : Jean-Henri Chambois) : Général Santa Anna
- Carol Baxter : l'adolescent texan
- Jack Pennick : Sergent Lightfoot
- Red Morgan : un homme du Tennessee
- Julian Trevino : Silvero Seguin
- Tom Hennessey : Bull
- Cy Malis : Pete
- Fred Graham : le volontaire barbu
- Le Jeanne Guy : une femme
- Big John Hamilton : un homme de Bowie

## Production

### Scénario

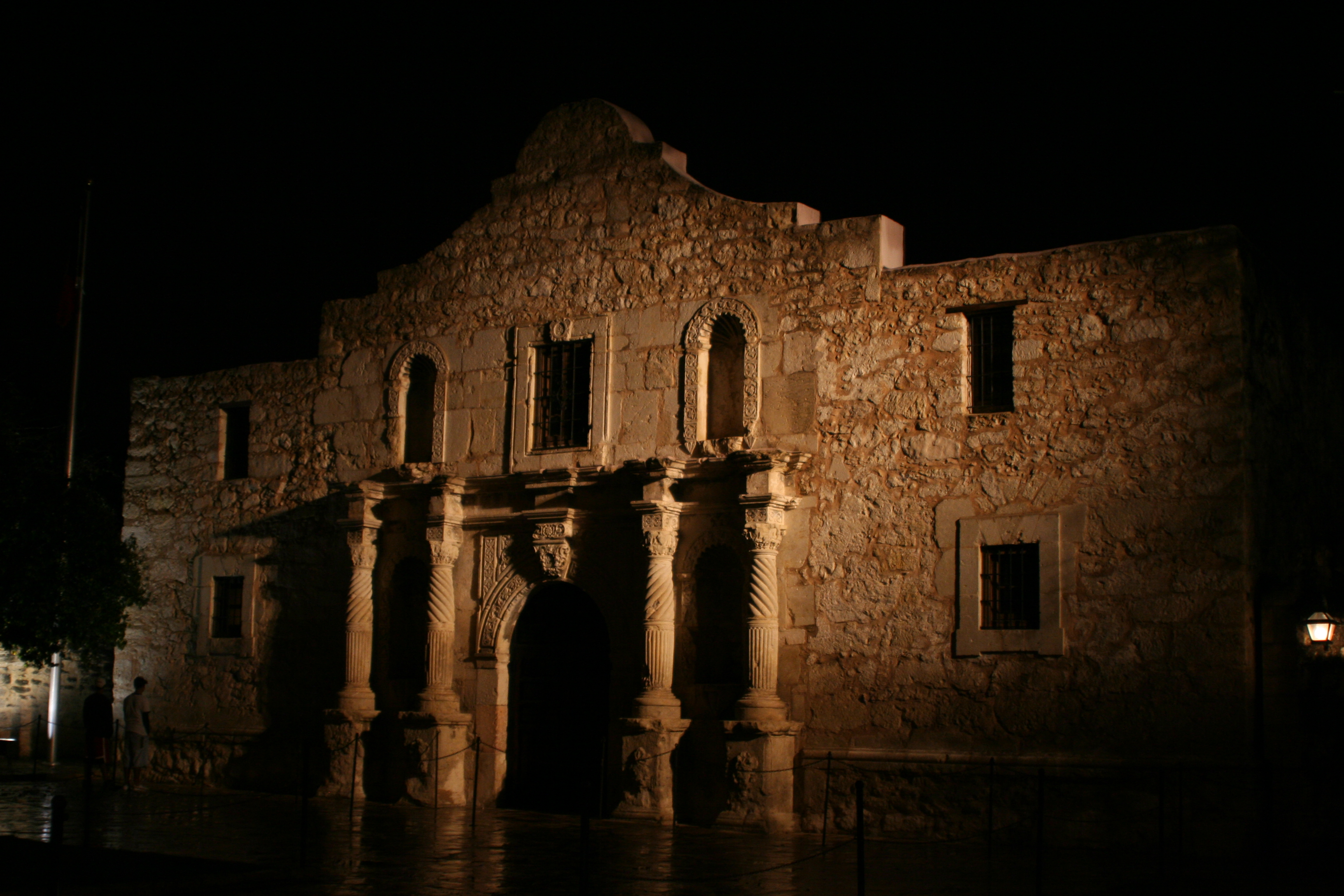
Le Fort Alamo à San Antonio (Texas)

John Wayne en s'inspirant d'un épisode de la guerre d'indépendance du Texas, celui du siège de Fort Alamo souhaita dans son œuvre montrer l'héroïsme d'un groupe d'individus qui pour une juste cause (la république du Texas) décidèrent de se sacrifier. Pour sublimer le courage, il se permit quelques libertés avec les faits, aussi ce film comporte des erreurs historiques, des faits imaginaires, ainsi que des anachronismes dans les événements, l'armement, les costumes, etc. Ce qui fit que des collaborateurs du film, dont l'écrivain, folkloriste et journaliste J. Frank Dobie et le spécialiste de l'histoire du Texas Lon Tinkle (en), refusèrent que leurs noms figurent dans la liste des collaborateurs historiques du film.

### Tournage
- Période prises de vue : 9 septembre 1959 au 15 décembre 1959 et août 1960
- Intérieurs : Samuel Goldwyn Studios (août 1960)
- Extérieurs : Alamo Village à Brackettville (Texas) et au Mexique

### Bande Originale
- Chansons : 
  - The Green Leaves of Summer, paroles de Paul Francis Webster et musique de Dimitri Tiomkin, interprétée par des chœurs[4]
  - Tennessee Babe, paroles de Paul Francis Webster et musique de Dimitri Tiomkin, interprétée par des chœurs
  - Ballad of the Alamo, paroles de Paul Francis Webster et musique de Dimitri Tiomkin, interprétée par des chœurs
  - Here's to the Ladies, paroles de Paul Francis Webster et musique de Dimitri Tiomkin, interprétée par Frankie Avalon et par Chill Wills
- Musique additionnelle : hymne The Eyes of Texas (en)[5], paroles et musique de John Sinclair (alma mater de l'Université du Texas à Austin)

## Distinctions

### Récompenses
- Oscar du meilleur mixage de son 1961 à Fred Hynes et Gordon Sawyer.
- Golden Globe de la meilleure musique de film 1961 à Dimitri Tiomkin.

## Autour du film
Une actrice du film, LeJean Elthridge, a été assassinée sur le tournage du film à coups de couteaux par son compagnon Charles Harvey qui jouait également dans le film.
Entre autres erreurs et anachronismes : 
- Le général Santa Anna porte un shako utilisé par l'infanterie, or il est à cheval (curieuse remarque; Ruben Padilla qui incarne en ce film un très noble Santa Anna, est coiffé d'un bicorne et non d'un shako)
- Le général Sam Houston, incarné par Richard Boone, arrive sur les lieux au tout début de l'action pour demander de tenir coûte que coûte la place que vient de conquérir sur les Mexicains le colonel Bowie. La résistance de l'Alamo lui est indispensable pour gagner le temps nécessaire à recruter une armée. Pour ce faire il donne le commandement au major Travis qu'il nomme au grade de colonel. En fait Houston qui n'y mit jamais les pieds avant la fin des opérations, avait envoyé Jim Bowie à l'Alamo pour faire évacuer la place et faire sauter le fort une fois récupérée son artillerie. Contrairement au script du film, c'est Bowie, autorisé par Houston de prendre éventuellement une décision contraire, qui se laissa convaincre par le colonel Neill, qui commandait alors l'Alamo, de conserver ce poste pour empêcher l'armée mexicaine d'envahir directement le Texas. Travis n'arriva que plus tard et en sous-ordre. Ce sont l'absence de Neill, parti en congé dans sa famille, et la brusque et invalidante maladie de Bowie qui firent finalement de lui le commandant du fort tel qu'il apparaît d’entrée de jeu dans le film de Wayne.
- Les combattants du fort chantent Happy birthday to you, chanson composée 57 ans plus tard.
- James Bowie reçoit l'annonce du décès de sa femme Ursula (morte du choléra) alors que celle-ci est morte depuis 3 ans (10 septembre 1833).
- L'anéantissement de la colonne de renfort du général Fannin, venu de Goliad, est annoncée à la garnison pendant le siège alors qu'elle eut lieu deux semaines plus tard. Les hommes de Goliad capitulèrent en rase campagne le 20 mars et furent exécutés en masse le 27, le Dimanche des Rameaux)
- On ignore en fait si Davy Crockett est mort lors de l'ultime combat d'Alamo; selon la légende (ou plutôt la contre-légende), il aurait été fait prisonnier puis exécuté en vertu de la loi martiale proclamée au début du siège par Santa Anna, mais cette version n'a jamais pu être vérifiée.
- Santa Anna arriva devant l'Alamo au tout début du siège, le 23 février 1836, mais Travis dans ses dépêches date du 3 mars l'arrivée du généralissime mexicain en même temps qu'une colonne de renfort. Cette erreur de Travis devient réalité dans le film de Wayne ce qui semble montrer que si le film prend des libertés avec l'histoire il n'en est pas moins fort bien documenté.
- Selon la légende c'est ce même 3 mars après le retour d'un courrier annonçant que le colonel Fannin (général dans le film de Wayne) qui commandait à Goliad renonçait à prendre le risque de secourir l'Alamo (donc l'épisode du film où a lieu l'annonce du désastre, faux sur la forme, reste vrai dans le fond) que Travis traça une ligne sur le sol, ligne qu'il demanda de franchir aux hommes de la garnison qui voulaient rester malgré la promesse d'une mort certaine. Ce motif de la ligne, non historique mais figurant dans tous les films sur le siège d'Alamo car au centre de sa mythologie, est très élégamment et très "historiquement" évacué du film de Wayne.